# La Oreja de Van Gogh

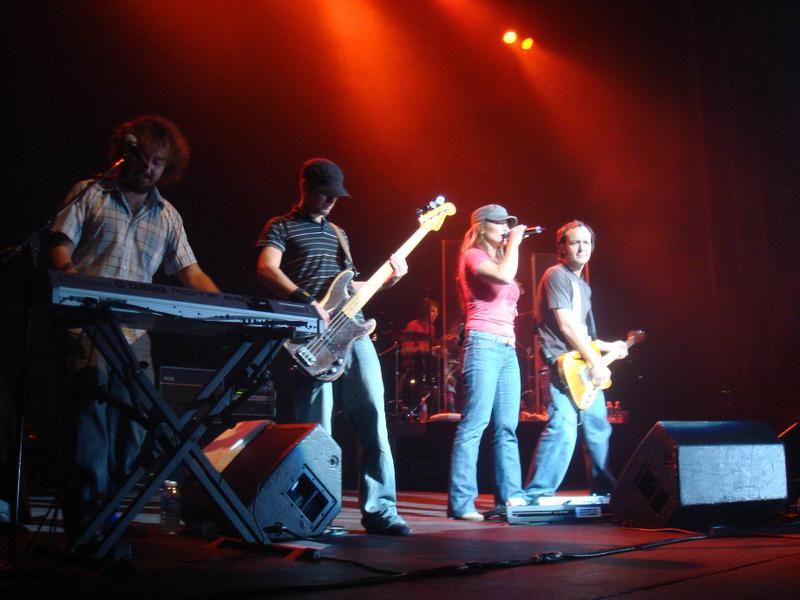
Oreja De Van Gogh med tidigare sångerskan Amaia Montero

La Oreja de Van Gogh är en popgrupp från San Sebastián i Baskien i norra Spanien. De blev kända 1996 och är en av de populäraste popgrupperna i Spanien. Det är en grupp på 5 personer:
Pablo Benegas (1976), Álvaro Fuentes (1975), Xabi San Martín (1977), Francisco Montañez (1976) och Leire Martínez (1979).
Gruppen har bland annat sjungit dessa sånger:
- "El 28" (1998)
- "Soñaré" (1998)
- "Cuéntame Al Oído" (1998)
- "Pesadilla" (1999)
- "Dile Al Sol" (1999)
- "Qué Puedo Pedir" (1999)
- "El Libro" (1999)
- "La Estrella Y La Luna" (1999)
- Singles Comerciales
- "El 28" → El 28 + Déjate Llevar
- "Cuéntame al Oído"

- "Cuídate" (2000
- "París" (2000)
- "La Playa" (2001)
- "Pop" (2001)
- "Soledad" (2001)
- "Mariposa" (2001)
- "Tu Pelo" (2001)
- "La Chica Del Gorro Azul" (2002)
- "Cuídate"
- "La Playa"(2001)
- "Soledad" (2001)